# Autopsia

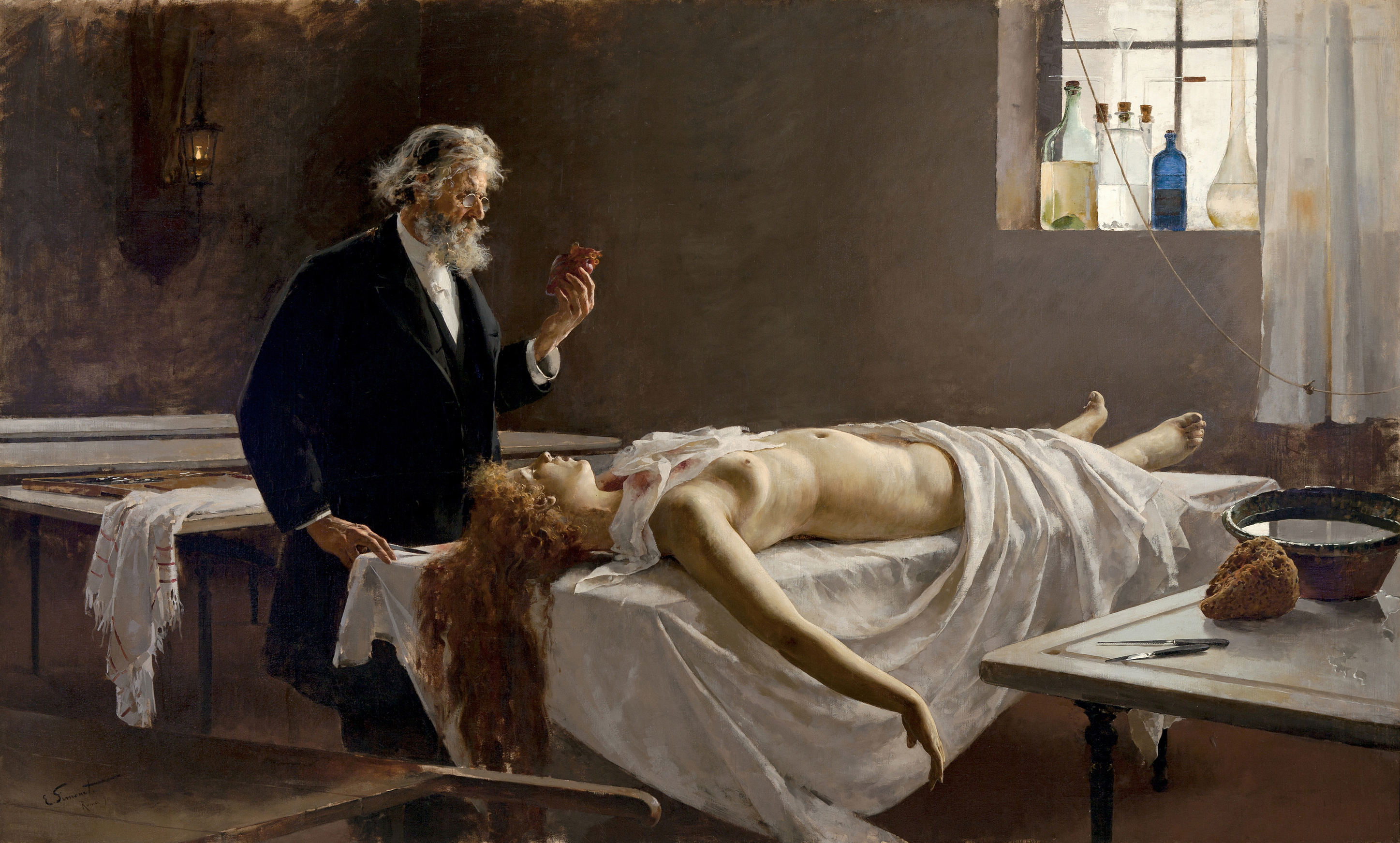
La autopsia (1890) de Enrique Simonet en el Museo de Málaga.

Una autopsia, también llamada examen post mortem, obducción o necropsia, es un procedimiento médico que emplea la disección, con el fin de obtener información privada anatómica sobre la causa, naturaleza, extensión y complicaciones de la enfermedad que sufrió en vida el sujeto y que permite formular un diagnóstico médico final o definitivo para dar una explicación de las observaciones clínicas dudosas y evaluar un tratamiento dado. Usualmente es llevada a cabo por un médico especialista denominado anatomopatólogo. 

## Etimología
El término autopsia deriva del griego, αὐτός /autós/ ‘uno mismo’ y ὂψις /opsis/ ‘observar’, significa por tanto 'ver por uno mismo'. Necropsia también deriva del griego, (de nekros - "cadáver", ὄψις - "vista"), "ver un cadáver". Aunque de manera literal se traduce como ver por uno mismo, la conceptualización es: VER a la misma especie o al semejante, por eso no se le puede practicar autopsia a ninguna otra especie animal.

## Finalidad
Los principales objetivos de una autopsia son determinar la  causa de muerte, el modo de muerte, la manera de morir, el estado de salud de la persona antes de morir y si el diagnóstico médico y el tratamiento antes de la muerte eran adecuados.
En la mayoría de los  países del mundo occidental el número de autopsias realizadas en los hospitales ha ido disminuyendo cada año desde 1955. Los críticos, entre ellos el patólogo y antiguo editor de la revista JAMA George D. Lundberg, han denunciado que la reducción de las autopsias está afectando negativamente a la atención prestada en los hospitales, porque cuando los errores provocan muertes, a menudo no se investigan y, por tanto, no se aprenden las lecciones.
Cuando una persona ha permitido que se le practique una autopsia antes de fallecer, también pueden realizarse autopsias con fines docentes o de investigación médica.
La autopsia suele realizarse en casos de muerte súbita, cuando el médico no puede redactar un certificado de defunción o cuando se cree que la muerte se debe a una causa no natural. Estos exámenes se realizan bajo una autoridad legal (médico forense, juez de instrucción o procurador fiscal) y no requieren el consentimiento de los familiares del fallecido. El ejemplo más extremo es el examen de víctimas de asesinato, especialmente cuando los médicos forenses buscan signos de muerte o del método de asesinato, como heridas de bala y puntos de salida, signos de estrangulación o rastros de veneno.
Algunas religiones, como el judaísmo y el islam, suelen desaconsejar la realización de autopsias a sus fieles. Organizaciones como ZAKA en Israel y Misaskim en Estados Unidos suelen orientar a las familias sobre cómo asegurarse de que no se realice una autopsia innecesaria. Las autopsias se utilizan en medicina clínica para identificar un error médico o una afección previamente inadvertida que pueda poner en peligro a los vivos, como enfermedades infecciosas o la exposición a materiales peligrosos. Un estudio que se centró en el infarto de miocardio (ataque al corazón) como causa de muerte halló importantes errores de omisión y comisión, es decir, un número considerable de casos atribuidos a infartos de miocardio (IM) no eran IM y un número significativo de no IM eran IM.
Una revisión sistemática de estudios sobre la autopsia calculó que en aproximadamente el 25% de las autopsias se revelará un error de diagnóstico importante.  Sin embargo, esta tasa ha disminuido con el tiempo y el estudio prevé que, en una institución estadounidense contemporánea, entre el 8,4% y el 24,4% de las autopsias detectarán errores de diagnóstico importantes.
Un gran metaanálisis sugirió que aproximadamente un tercio de los certificados de defunción son incorrectos y que la mitad de las autopsias realizadas produjeron hallazgos que no se sospechaban antes de que la persona muriera.  Además, se cree que más de una quinta parte de los hallazgos inesperados sólo pueden diagnosticarse histológicamente, es decir, mediante biopsia o autopsia, y que aproximadamente una cuarta parte de los hallazgos inesperados, o el 5% de todos los hallazgos, son importantes y sólo pueden diagnosticarse a partir de tejido.
Un estudio encontró que (de 694 diagnósticos) "Las autopsias revelaron 171 diagnósticos perdidos, incluyendo 21 cánceres, 12 accidentes cerebrovasculares, 11 infartos de miocardio, 10 embolias pulmonares y 9 endocarditis, entre otros". 
Centrándose en los pacientes intubados, un estudio descubrió que "las patologías abdominales (abscesos, perforaciones intestinales o infartos) eran tan frecuentes como los émbolos pulmonares como causa de errores de clase I".  Aunque los pacientes con afecciones patológicas abdominales solían quejarse de dolor abdominal, los resultados de la exploración del abdomen se consideraron anodinos en la mayoría de los pacientes y no se investigó el síntoma". 

## Finalidades de la realización
Las autopsias se realizan con fines legales o médicos. Las autopsias pueden realizarse cuando se desea obtener cualquiera de las siguientes informaciones:
- Forma de muerte debe ser determinada.
  - Determinar si la muerte fue natural o no natural
  - Origen y extensión de las lesiones en el cadáver
- Intervalo post mortem
- Determinar la identidad del fallecido
- Conservar órganos relevantes
- Si se trata de un bebé, determinar nacimiento vivo y viabilidad.

Por ejemplo, una autopsia forense se lleva a cabo cuando la causa de la muerte puede ser un asunto penal, mientras que una autopsia clínica o académica se realiza para averiguar la causa médica de la muerte y se utiliza en casos de muerte desconocida o incierta, o con fines de investigación. Las autopsias pueden clasificarse a su vez en casos en los que basta con un examen externo y casos en los que se diseca el cuerpo y se realiza un examen interno. En algunos casos puede ser necesaria la autorización de los familiares para realizar una autopsia interna. Una vez finalizada la autopsia interna, el cuerpo se reconstituye cosiéndolo.

## Importancia

### En medicina
- El desarrollo de nuevos procedimientos diagnósticos con tecnologías nuevas cada vez más sofisticadas han conducido a una mejora sustancial en el diagnóstico clínico, pero a pesar de estas nuevas tecnologías, la autopsia se mantiene como el instrumento más fiable para el diagnóstico médico,[12] ya que aproximadamente el 25% de los diagnósticos de causa de muerte son errados.[8]
- Ayuda a corregir aproximadamente un tercio de todos los certificados de muerte, ya que están incorrectos.[13]
- Estudios recientes comprobaron que aproximadamente el 32% de la mayor parte de todos los diagnósticos primarios realizados en los hospitales son errados, y son refutados después por una autopsia.[10]

## Tipos
Existen dos tipos de autopsias:

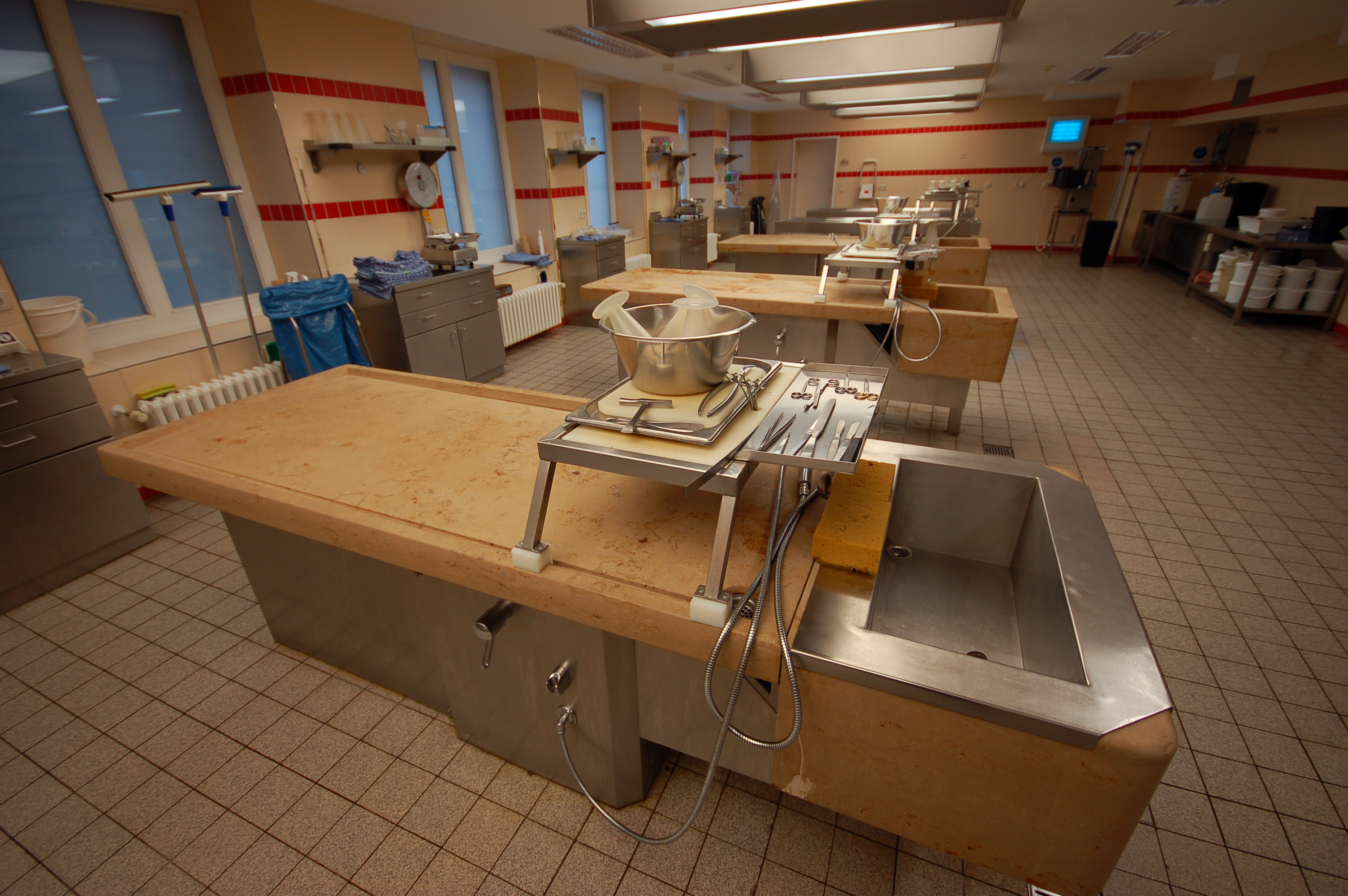
Sala de Autopsia de Charité Berlín.

- Autopsia Forense: es realizada por razones médico-legales, y es de la que normalmente se habla en programas de televisión o en las noticias.La realizan los médicos especializados en Medicina Legal y Forense. Es solicitada por el juez ante cualquier muerte sospechosa de criminalidad y no puede ser rechazada por los familiares.[14]

- Autopsia Clínica: es generalmente realizada  para determinar no solo la causa de la muerte, que en muchos casos es conocida, sino todos los procesos patológicos que afectaban al individuo. Tiene propósitos de estudio e investigación. Es llevada a cabo por médicos especializados en Anatomía Patológica. Es solicitada por los facultativos que atendieron al paciente y debe ser autorizada por los familiares.

Dos grandes investigadores en medicina del siglo XIX, Rudolf Virchow y Carl von Rokitansky, quienes realizaron 30.000 autopsias, trabajaron sobre las bases de la herencia renacentista para forjar las dos distintivas técnicas de autopsia que aún llevan sus nombres. Su demostración de la relación entre manifestaciones patológicas en cadáveres y síntomas y enfermedades en seres vivos abrió el camino para una diferente forma de pensar acerca de las enfermedades y sus tratamientos.

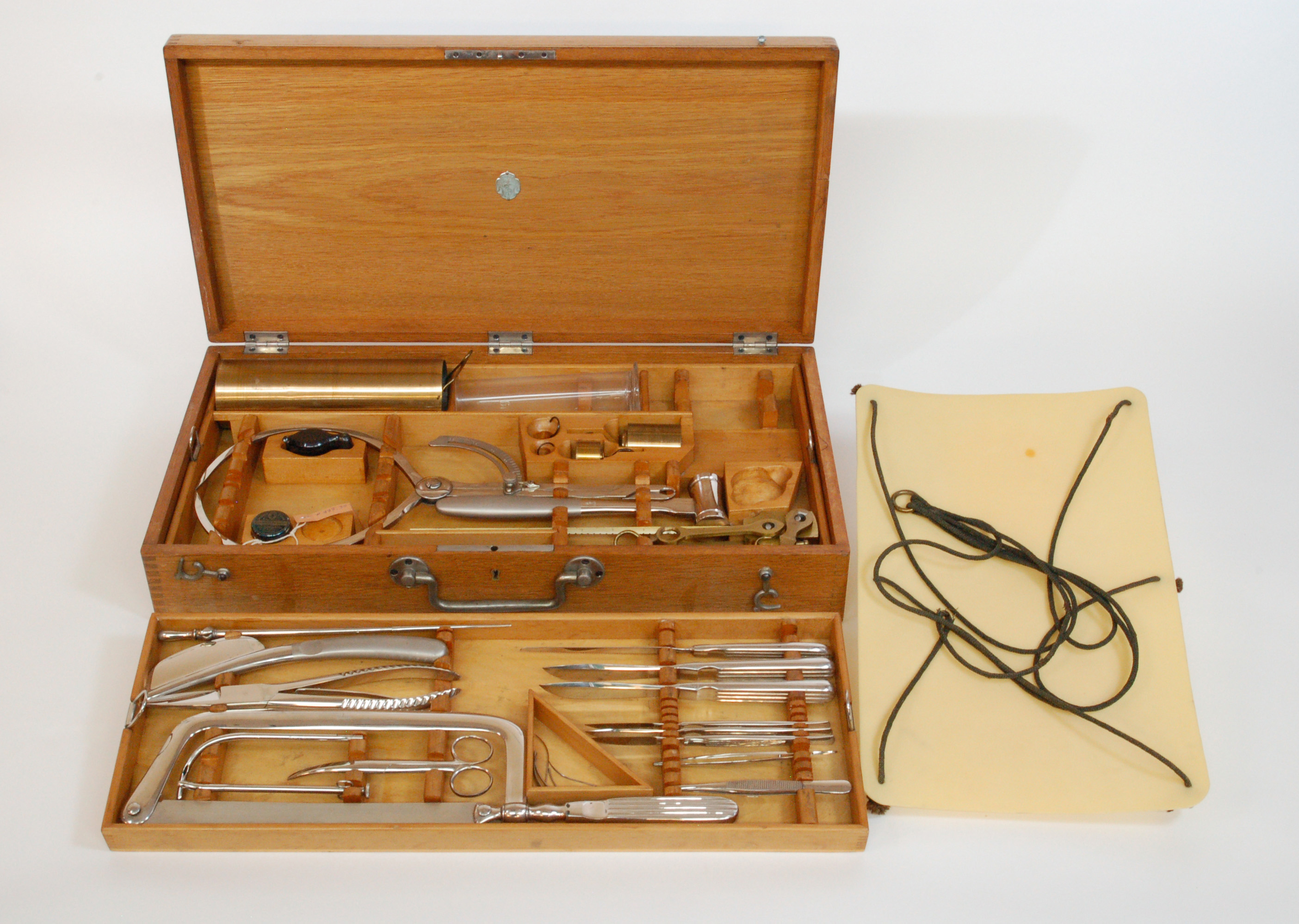
Instrumental para realizar autopsias de principios del.

En un sentido más amplio -entendida como examen minucioso- existen otros tipos de autopsia:
- Autopsia psicológica: es la reconstrucción de la vida de la persona fallecida, enfatizando aspectos como estilo de vida, personalidad, estrés reciente, enfermedad mental y comunicación de ideas de muerte, a través de información recogida mediante la entrevista a personas allegadas y la revisión de documentos (Robins ER y col, 1959).

- Autopsia histórica: es la investigación médico-legal de las causas y las circunstancias de una muerte con interés histórico, que se sustenta en la interpretación crítica, armónica, jerarquizada y objetiva del conjunto de la información aportada por documentos y testimonios, cuando no se tuvo acceso directo al cadáver o a los restos óseos (Rodríguez H, Verdú F, 2003).http://www.rmu.org.uy/revista/2003v2/art6.pdf

## Historia

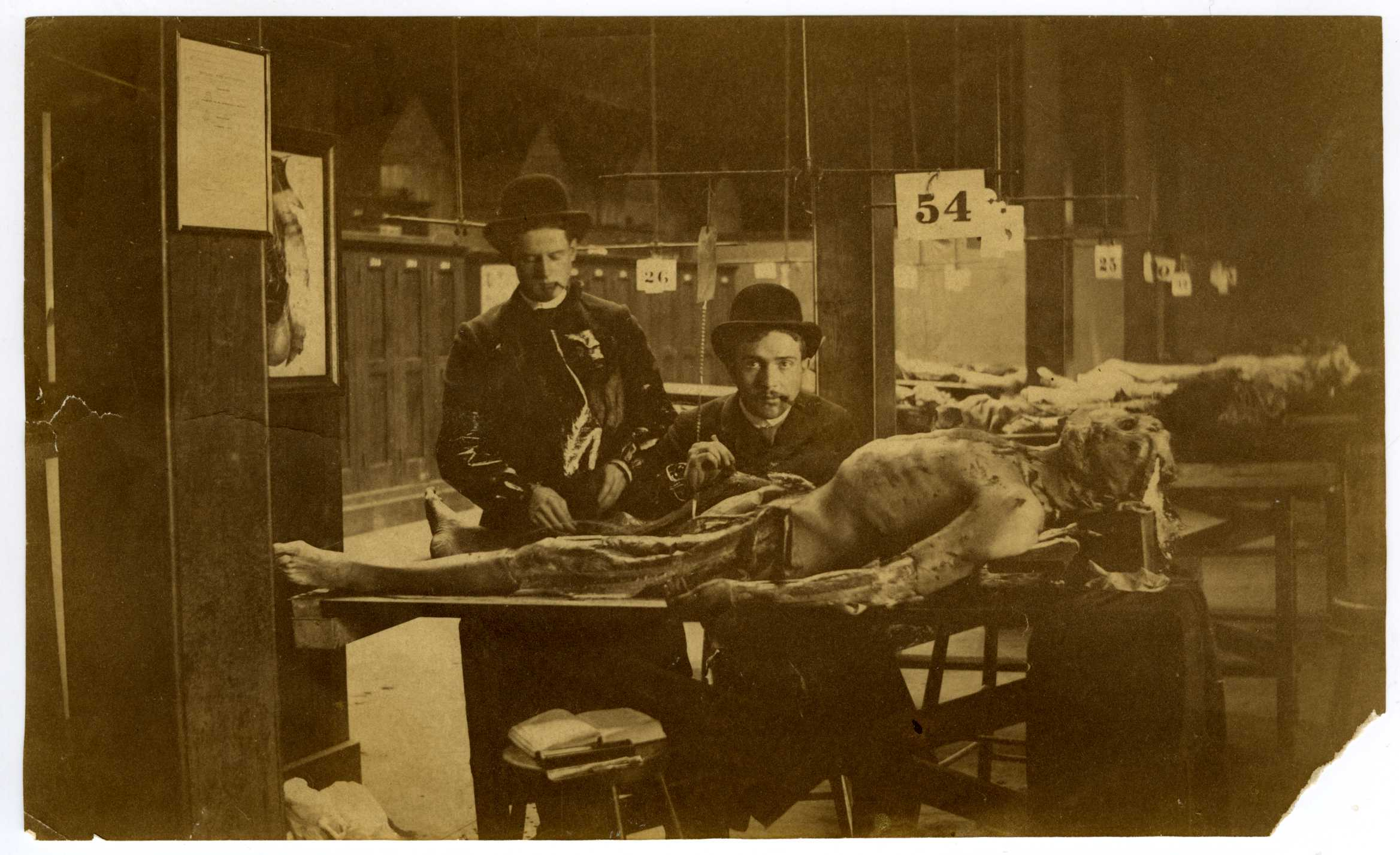
Disección, EE. UU. del.

Alrededor del 3000 a. C., los antiguos egipcios eran una de las primeras civilizaciones en practicar la extirpación y el examen de los órganos internos de los humanos en la práctica religiosa de la momificación.
Las autopsias que abrieron el cuerpo para determinar la causa de la muerte fueron atestiguadas al menos a principios del tercer milenio a. C., aunque muchas sociedades antiguas se opusieron a ellas, donde se creía que la desfiguración exterior de las personas muertas les impedía entrar en el más allá. (como con los egipcios, que extirparon los órganos a través de pequeñas hendiduras en el cuerpo). Los autopsias griegos notables fueron Erasístrato y Herófilo de Calcedonia, que vivieron en la Alejandría del siglo III a. C., pero en general, las autopsias eran raras en la antigua Grecia. En 44 a. C., Julio César fue objeto de una autopsia oficial después de su asesinato por senadores rivales, el informe del médico señala que la segunda herida de arma blanca que recibió César fue la fatal. Julio César había sido apuñalado un total de 23 veces. Alrededor de 150 a. C., la práctica legal de la antigua Roma había establecido parámetros claros para las autopsias. El mayor anatomista antiguo fue Galeno (129– c. 216 d. C.), cuyos hallazgos no serían cuestionados hasta el Renacimiento más de mil años después.

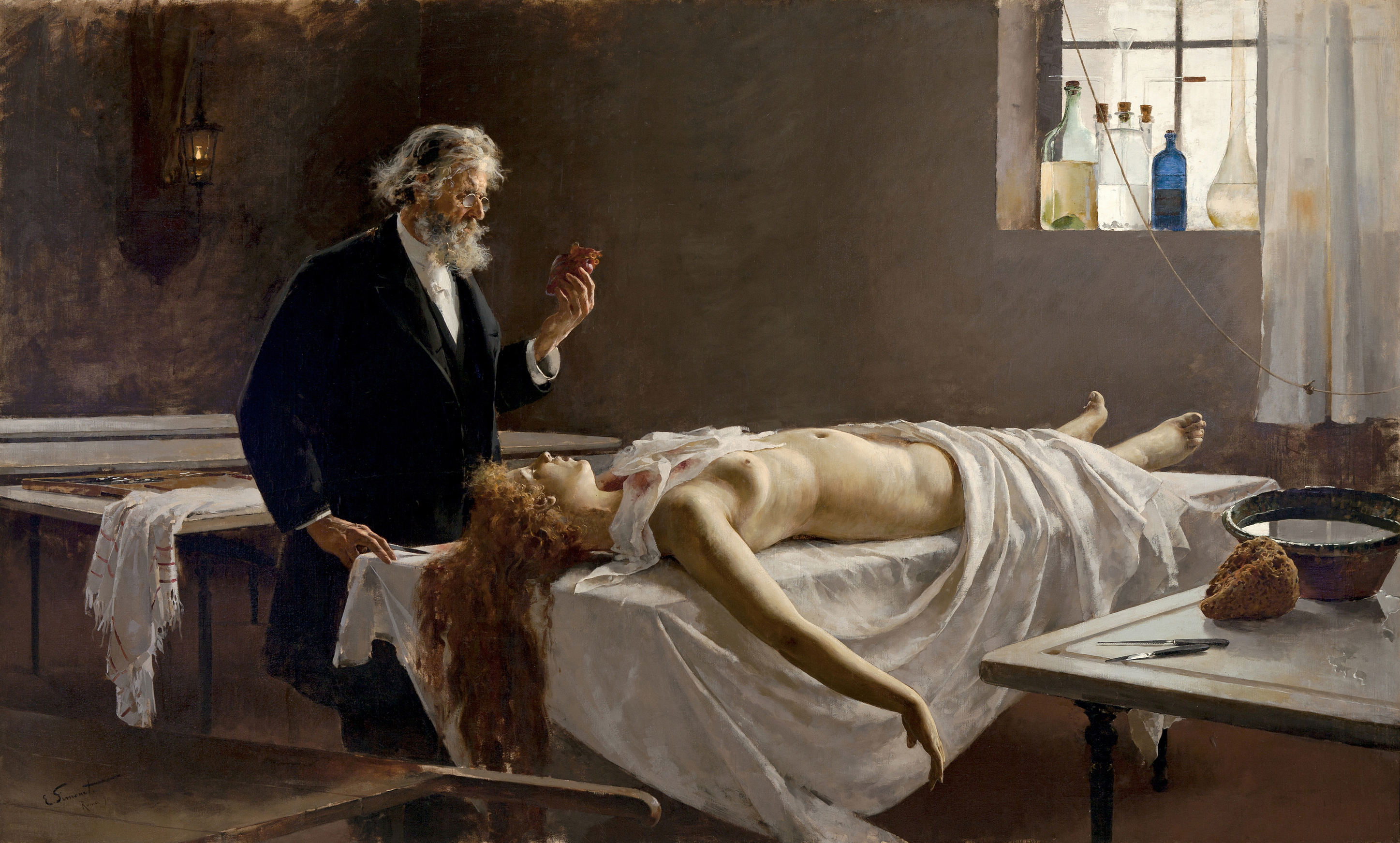
Autopsia (1890) de Enrique Simonet.

Ibn Tufail elaboró sobre la autopsia en su tratado llamado Hayy ibn Yaqzan y Nadia Maftouni, discutiendo el tema en un extenso artículo, cree que él está entre los primeros partidarios de la autopsia y la vivisección.
La disección de restos humanos por razones médicas o científicas siguió practicándose irregularmente después de los romanos, por ejemplo por los médicos árabes Avenzoar e Ibn al-Nafis. En Europa se hacían con la regularidad suficiente para volverse hábiles, ya en 1200, y con éxito los esfuerzos por conservar el cuerpo, rellenando las venas con cera y metales. Hasta el siglo XX, se pensaba que el proceso moderno de autopsia derivaba de los anatomistas del Renacimiento. Giovanni Battista Morgagni (1682-1771), celebrado como el padre de la patología anatómica, escribió el primer trabajo exhaustivo sobre patología, De Sedibus et Causis Morborum per Anatomen Indagatis (Los fundamentos y las causas de las enfermedades investigadas por anatomía, 1769).
En 1543, Andrés Vesalio realizó una disección pública del cuerpo de un excriminal. Afirmó y articuló los huesos, esto se convirtió en la preparación anatómica sobreviviente más antigua del mundo. Todavía se exhibe en el Museo Anatómico de la Universidad de Basilea.
A mediados del siglo XIX, Carl von Rokitansky y sus colegas de la Segunda Escuela de Medicina de Viena comenzaron a realizar disecciones como un medio para mejorar la medicina diagnóstica.
El investigador médico del siglo XIX Rudolf Virchow, en respuesta a la falta de estandarización de los procedimientos de autopsia, estableció y publicó protocolos de autopsia específicos (uno de esos protocolos todavía lleva su nombre). También desarrolló el concepto de procesos patológicos.
A principios del siglo XX, la Scotland Yard creó la Oficina del patólogo forense, un médico forense capacitado en medicina, encargado de investigar la causa de todas las muertes no naturales, incluidos accidentes, homicidios, suicidios, etc.